# Michel Remue
Michel Remue (Dikkelvenne, Gavere, 25 d'octubre de 1919 - 2 de març de 1983) va ser un ciclista belga que fou professional entre 1938 i 1952. Durant aquests anys aconseguí 19 victòries. El millors resultats foren la victòria al Circuit de les Ardenes flamenques i un tercer lloc a la Gant-Wevelgem.

## Palmarès
- 1944
  - 1r a Aaigem
  - 1r a Gavere
- 1945
  - 1r a Eksaarde
- 1946
  - 1r la Ronde van Oost-Vlaanderen
  - 1r la Ronde van West-Vlaanderen
  - Vencedor d'una etapa al Tour de l'Oest
- 1947
  - 1r al Gran Premi de la vila de Zottegem
  - 1r al Circuit de les Ardenes flamenques
  - 1r a Eke
  - 1r a Sint-Lievens-Houtem
  - 1r a Aaigem
  - 1r a Huise
  - 1r a Schellebelle
  - 1r al Stadsprijs Geraardsbergen
  - 1r a Zingem
- 1948
  - 1r a Asper
  - 1r a Deinze
  - 1r a Gistel
- 1949
  - 1r a l'Omloop Mandel-Leie-Schelde
  - 1r a Sint-Andries
- 1950
  - 1r a Steenhuize-Wijnhuize